# Грубею (приток Нияю)
Грубею (устар. Грубе-Ю) — река в Берёзовском районе Ханты-Мансийского автономного округа. Устье реки находится в 16 км по левому берегу реки Нияю. Длина реки составляет 59 км.

## Притоки
- 12 км: Игваньёль (лв)
- 16 км: Козверъёль (пр)
- Пория (лв)
- Колвасадашор (лв)

## Данные водного реестра
По данным государственного водного реестра России относится к Нижнеобскому бассейновому округу, водохозяйственный участок реки — Северная Сосьва, речной подбассейн реки — Северная Сосьва. Речной бассейн реки — (Нижняя) Обь от впадения Иртыша.